# The Daily (podcast)
The Daily é um podcast diário produzido pelo jornal estadunidense The New York Times, apresentado pelos jornalistas Michael Barbaro e Sabrina Tavernise. O formato apresenta de maneira aprofundada assuntos que obtêm destaque no cotidiano do noticiário e os episódios costumam durar entre 20 e 30 minutos.

## História
O The Daily foi lançado em janeiro de 2017, apresentado pelo jornalista político do The New York Times, Michael Barbaro, como uma extensão do podcast do The New York Times focado nas eleição presidencial dos Estados Unidos em 2016, The Run-Up.
Seu formato consiste na realização de entrevistas com jornalistas do Times, em que eles resumem e comentam suas histórias, e é complementado por gravações relacionadas ao tema, ou reportagens originais, como entrevistas com pessoas envolvidas na história, e deixando-as falar ininterrupto. Um resumo das manchetes conclui o podcast.
Sua distribuição ocorre de maneira gratuita para audição sendo financiado por publicidade, tornando-se um programa lucrativo, segundo o NYT. Em nota, o jornal afirmou que pretendia construir um ecossistema de podcast de notícias em torno dele, começando com um podcast spin-off, The New Washington, no verão de 2017. O New Washington foi transmitido entre julho de 2017 até dezembro do mesmo ano. Uma edição infantil do The Daily também foi planejada. Em janeiro de 2019, o The Daily lançou uma newsletter semanal.
Na categoria de podcast de notícias, foi o mais popular dos Estados Unidos para os ouvintes do Spotify e do Apple Podcasts em 2020 e segundo podcast mais ouvido nos Estados Unidos. Embora o NYT tenha vários outros podcasts, a maior parte de sua receita de áudio em meados de 2019 veio do The Daily.
O Daily teve um sucesso ainda maior durante a pandemia de COVID-19. A revista Time escreveu que "Barbaro e sua equipe no Times se estabeleceram como as vozes mais confiáveis no podcasting em um momento em que nós, como país, estamos desesperados por informações". Observou que, na época, o The Daily tinha mais de 3,5 milhões de assinantes todos os dias, uma audiência "muito maior" do que o jornal diário e dominical do Times.
Em março de 2022, o programa passou a contar com a presença da jornalista Sabrina Tavernise, que reveza a apresentação com Michael desde então.

### Tema de abertura
O tema de abertura de The Daily foi composto por Jim Brunberg e Ben Landsverk da banda Wonderly. Foi inspirado por Barbaro sugerindo aos compositores o tema da série Westworld, e o elemento sirene foi para atuar como "o DNA de áudio do show e a metáfora para o show em si". Uma pequena variação intitulada Daily Theme foi apresentado no álbum digital da banda Wonderly em 2018, Homefront.

## Série de TV
O sucesso do podcast levou a uma série de documentários semanais The Weekly on FX, com seu primeiro episódio indo ao ar em 2 de junho de 2019.
Inicialmente, o The Weekly era uma série documental de jornalismo investigativo, que mais tarde levaram a documentários mais longos, como The New York Times Presents.

## Recepção
Iniciado em janeiro de 2017, o The Daily tornou-se um sucesso notável para o NYT; O TheStreet o descreveu como "um fenômeno, um sucesso inesperado". O nova-iorquino atribuiu esse sucesso, em parte, ao tom "conversacional e intimista" do podcast, que tornava as notícias mais acessíveis, e à "entonação idiossincrática" de Bárbaro (ele costuma dizer "hmm" após comentários interessantes de convidados, hábito que gerou muitos comentários online dos ouvintes).
O podcast começou a ser distribuído para o rádio pela American Public Media em 2018. Em junho de 2018, o podcast recebeu 1,1 milhão de downloads todos os dias da semana e 2 milhões em janeiro de 2020. No ano de 2020, o programa foi agraciado com o Prêmio Webby na categoria "Voz do Ano".